# روش پانچون–ساواریت
روش پانچون-ساواریت(به انگلیسی: Ponchon-Savarit Method) یکی از روش‌های محاسبه تعداد سینی‌های تئوری در فرایند تقطیر صنعتی است. این روش نسبت به روش مک کیب-تیل بسیار دقیق تر بوده و برای تمام حالات درست است. اما نیاز به اطلاعات دقیق آنتالپی و نمودار H-x-y دارد. در این روش اتلاف گرما ناچیز فرض می‌شود.